# Colgate-Palmolive Grand Prix 1978
El Colgate-Palmolive Grand Prix 1978 és el circuit de tennis professional masculí de l'any 1978 organitzat per l'International Lawn Tennis Federation (ILTF). Fou la novena edició del circuit de tennis Grand Prix i consistia amb els torneigs de tennis reconeguts per la ILTF. Els torneigs es disputaren entre el 9 de gener i el 24 de desembre de 1978. En aquesta edició es van incorporar els vuits darrers torneigs que formaven part del circuit rival World Championship Tennis i que va desaparèixer finalment.

## Calendari
Taula sobre el calendari complet dels torneigs que pertanyen a la temporada 1978 del Grand Prix. També s'inclouen els vencedors dels quadres individuals i dobles de cada torneig.
| Llegenda                 |
| ------------------------ |
| Grand Slam               |
| Grand Prix Masters       |
| Grand Prix               |
| Esdeveniments per equips |

| Data d'inici   | Torneig                   | Superfície   | Guanyador/s                            | Finalista/es                           |
| -------------- | ------------------------- | ------------ | -------------------------------------- | -------------------------------------- |
| 9 de gener     | Birmingham WCT            | Moqueta      | Björn Borg                             | Dick Stockton                          |
| 16 de gener    | Boca Raton                | Terra batuda | Björn Borg                             | Jimmy Connors                          |
| 23 de gener    | Baltimore                 | Moqueta      | Cliff Drysdale                         | Tom Gorman                             |
| 23 de gener    | Baltimore                 | Moqueta      | Fred McNair / Frew McMillan            | Roger Taylor / Antonio Zugarelli       |
| 23 de gener    | Filadèlfia                | Moqueta      | Jimmy Connors                          | Roscoe Tanner                          |
| 23 de gener    | Filadèlfia                | Moqueta      | Frew McMillan / Bob Hewitt             | Vitas Gerulaitis / Sandy Mayer         |
| 30 de gener    | Sarasota                  | Moqueta      | Tomáš Šmíd                             | Nick Saviano                           |
| 30 de gener    | Sarasota                  | Moqueta      | Geoff Masters / Colin Dowdeswell       | Byron Bertram / Bernard Mitton         |
| 30 de gener    | Ciutat de Mèxic WCT       | Dura         | Raúl Ramírez                           | Pat Du Pré                             |
| 30 de gener    | Ciutat de Mèxic WCT       | Dura         | Sashi Menon / Gene Mayer               | Marcello Lara / Raúl Ramírez           |
| 30 de gener    | Richmond WCT              | Moqueta      | Vitas Gerulaitis                       | John Newcombe                          |
| 30 de gener    | Richmond WCT              | Moqueta      | Frew McMillan / Bob Hewitt             | Vitas Gerulaitis / Sandy Mayer         |
| 6 de febrer    | Little Rock               | Moqueta      | Dick Stockton                          | Nick Saviano                           |
| 6 de febrer    | Little Rock               | Moqueta      | Geoff Masters / Colin Dibley           | Tim Gullikson / Tom Gullikson          |
| 6 de febrer    | St. Louis WCT             | Moqueta      | Sandy Mayer                            | Eddie Dibbs                            |
| 6 de febrer    | St. Louis WCT             | Moqueta      | Frew McMillan / Bob Hewitt             | Wojtek Fibak / Tom Okker               |
| 13 de febrer   | Springfield               | Moqueta      | Heinz Günthardt                        | Harold Solomon                         |
| 13 de febrer   | Springfield               | Moqueta      | Stan Smith / Robert Lutz               | Jan Kodeš / Marty Riessen              |
| 13 de febrer   | Palm Springs              | Dura         | Roscoe Tanner                          | Raúl Ramírez                           |
| 13 de febrer   | Palm Springs              | Dura         | Roscoe Tanner / Raymond Moore          | Frew McMillan / Bob Hewitt             |
| 20 de febrer   | Denver                    | Moqueta      | Jimmy Connors                          | Stan Smith                             |
| 20 de febrer   | Denver                    | Moqueta      | Frew McMillan / Bob Hewitt             | Fred McNair / Sherwood Stewart         |
| 27 de febrer   | Memphis                   | Moqueta      | Jimmy Connors                          | Tim Gullikson                          |
| 27 de febrer   | Memphis                   | Moqueta      | Raúl Ramírez / Brian Gottfried         | Phil Dent / John Newcombe              |
| 27 de febrer   | Miami                     | Moqueta      | Ilie Năstase                           | Tom Gullikson                          |
| 27 de febrer   | Miami                     | Moqueta      | Gene Mayer / Tom Gullikson             | Bob Carmichael / Brian Teacher         |
| 6 de març      | Lagos                     | Terra batuda | Kjell Johansson                        | Robin Drysdale                         |
| 6 de març      | Lagos                     | Terra batuda | Sashi Menon / George Hardie            | Colin Dowdeswell / Jürgen Fassbender   |
| 13 de març     | El Caire                  | Terra batuda | José Higueras                          | Kjell Johansson                        |
| 13 de març     | El Caire                  | Terra batuda | Brian Fairlie / Ismail El Shafei       | Lito Alvárez / George Hardie           |
| 13 de març     | Washington D.C.           | Moqueta      | Brian Gottfried                        | Raúl Ramírez                           |
| 13 de març     | Washington D.C.           | Moqueta      | Stan Smith / Robert Lutz               | Arthur Ashe / John McEnroe             |
| 20 de març     | Las Vegas                 | Moqueta      | Björn Borg                             | Vitas Gerulaitis                       |
| 27 de març     | Milà WCT                  | Moqueta      | Björn Borg                             | Vitas Gerulaitis                       |
| 27 de març     | Milà WCT                  | Moqueta      | Víctor Pecci / José Higueras           | Wojtek Fibak / Raúl Ramírez            |
| 3 d'abril      | Dayton                    | Moqueta      | Brian Gottfried                        | Eddie Dibbs                            |
| 3 d'abril      | Dayton                    | Moqueta      | Geoff Masters / Brian Gottfried        | Hank Pfister / Butch Walts             |
| 3 d'abril      | Johannesburg              | Dura         | Cliff Richey                           | Colin Dowdeswell                       |
| 3 d'abril      | Johannesburg              | Dura         | Frew McMillan / Bob Hewitt             | Colin Dibley / Geoff Masters           |
| 3 d'abril      | Rotterdam                 | Moqueta      | Jimmy Connors                          | Raúl Ramírez                           |
| 3 d'abril      | Rotterdam                 | Moqueta      | Raúl Ramírez / Fred McNair             | Robert Lutz / Stan Smith               |
| 10 d'abril     | Montecarlo WCT            | Terra batuda | Raúl Ramírez                           | Tomáš Šmíd                             |
| 10 d'abril     | Montecarlo WCT            | Terra batuda | Tomáš Šmíd / Peter Fleming             | Jaime Fillol / Ilie Năstase            |
| 17 d'abril     | Guadalajara               | Terra batuda | Gene Mayer                             | John Newcombe                          |
| 17 d'abril     | Guadalajara               | Terra batuda | Sherwood Stewart / Sandy Mayer         | Gene Mayer / Sashi Menon               |
| 17 d'abril     | Houston WCT               | Terra batuda | Brian Gottfried                        | Ilie Năstase                           |
| 17 d'abril     | Houston WCT               | Terra batuda | Tom Okker / Wojtek Fibak               | Tom Leonard / Mike Machette            |
| 17 d'abril     | Niça                      | Terra batuda | José Higueras                          | Yannick Noah                           |
| 17 d'abril     | Niça                      | Terra batuda | François Jauffret / Patrice Dominguez  | Jan Kodeš / Tomáš Šmíd                 |
| 17 d'abril     | San Jose                  | Moqueta      | Arthur Ashe                            | Bernard Mitton                         |
| 17 d'abril     | San Jose                  | Moqueta      | Sandy Mayer / Gene Mayer               | Hank Pfister / Brad Rowe               |
| 24 d'abril     | Las Vegas                 | Dura         | Harold Solomon                         | Corrado Barazzutti                     |
| 24 d'abril     | Las Vegas                 | Dura         | Álvaro Fillol / Jaime Fillol           | Bob Hewitt / Raúl Ramírez              |
| 1 de maig      | Tulsa                     | Dura         | Eddie Dibbs                            | Pat Du Pré                             |
| 1 de maig      | Tulsa                     | Dura         | Van Winitsky / Russell Simpson         | Carlos Kirmayr / Ricardo Ycaza         |
| 8 de maig      | WCT World Doubles         | Moqueta      | Tom Okker / Wojtek Fibak               | Robert Lutz / Stan Smith               |
| 8 de maig      | Nations Cup               | Terra batuda | Espanya                                | Austràlia                              |
| 8 de maig      | WCT Finals                | Moqueta      | Vitas Gerulaitis                       | Eddie Dibbs                            |
| 15 de maig     | Hamburg                   | Terra batuda | Guillermo Vilas                        | Wojtek Fibak                           |
| 15 de maig     | Hamburg                   | Terra batuda | Tom Okker / Wojtek Fibak               | Antonio Muñoz / Víctor Pecci           |
| 15 de maig     | Florència                 | Terra batuda | José Luis Clerc                        | Patrice Dominguez                      |
| 15 de maig     | Florència                 | Terra batuda | Adriano Panatta / Corrado Barazzutti   | Mark Edmondson / John Marks            |
| 22 de maig     | Roma                      | Terra batuda | Björn Borg                             | Adriano Panatta                        |
| 22 de maig     | Roma                      | Terra batuda | Belus Prajoux / Víctor Pecci           | Jan Kodeš / Tomáš Šmíd                 |
| 22 de maig     | Múnic                     | Terra batuda | Guillermo Vilas                        | Buster Mottram                         |
| 22 de maig     | Múnic                     | Terra batuda | Guillermo Vilas / Ion Țiriac           | Jürgen Fassbender / Tom Okker          |
| 29 de maig     | Roland Garros             | Terra batuda | Björn Borg                             | Guillermo Vilas                        |
| 29 de maig     | Roland Garros             | Terra batuda | Gene Mayer / Hank Pfister              | José Higueras / Manuel Orantes         |
| 29 de maig     | Roland Garros             | Terra batuda | Renáta Tomanová / Pavel Složil         | Virginia Ruzici / Patrice Dominguez    |
| 12 de juny     | Brussel·les               | Terra batuda | Werner Zirngibl                        | Ricardo Cano                           |
| 12 de juny     | Brussel·les               | Terra batuda | Antonio Zugarelli / Jean-Louis Haillet | Onny Parun / Vladimír Zedník           |
| 19 de juny     | Birmingham                | Gespa        | Jimmy Connors                          | Raúl Ramírez                           |
| 19 de juny     | Birmingham                | Gespa        | Dick Stockton / Erik Van Dillen        | José Luis Clerc / Belus Prajoux        |
| 19 de juny     | Londres                   | Gespa        | Tony Roche                             | John McEnroe                           |
| 19 de juny     | Londres                   | Gespa        | Frew McMillan / Bob Hewitt             | Fred McNair / Raúl Ramírez             |
| 26 de juny     | Berlín                    | Terra batuda | Vladimír Zedník                        | Harald Elschenbroich                   |
| 26 de juny     | Berlín                    | Terra batuda | Jürgen Fassbender / Colin Dowdeswell   | Željko Franulović / Hans Gildemeister  |
| 26 de juny     | Wimbledon                 | Gespa        | Björn Borg                             | Jimmy Connors                          |
| 26 de juny     | Wimbledon                 | Gespa        | Frew McMillan / Bob Hewitt             | John McEnroe / Peter Fleming           |
| 26 de juny     | Wimbledon                 | Gespa        | Betty Stöve / Frew McMillan            | Billie Jean King / Ray Ruffels         |
| 10 de juliol   | Cincinnati                | Terra batuda | Eddie Dibbs                            | Raúl Ramírez                           |
| 10 de juliol   | Cincinnati                | Terra batuda | Raúl Ramírez / Gene Mayer              | Ismail El Shafei / Brian Fairlie       |
| 10 de juliol   | Forest Hills WCT          | Terra batuda | Vitas Gerulaitis                       | Ilie Năstase                           |
| 10 de juliol   | Forest Hills WCT          | Terra batuda | John Alexander / Phil Dent             | Fred McNair / Sherwood Stewart         |
| 10 de juliol   | Gstaad                    | Terra batuda | Guillermo Vilas                        | José Luis Clerc                        |
| 10 de juliol   | Gstaad                    | Terra batuda | Tom Okker / Mark Edmondson             | Bob Hewitt / Kim Warwick               |
| 10 de juliol   | Newport                   | Gespa        | Bernard Mitton                         | John James                             |
| 10 de juliol   | Newport                   | Gespa        | Tom Gullikson / Tim Gullikson          | Colin Dibley / Bob Giltinan            |
| 17 de juliol   | Båstad                    | Terra batuda | Björn Borg                             | Corrado Barazzutti                     |
| 17 de juliol   | Båstad                    | Terra batuda | Mark Edmondson / Bob Carmichael        | Péter Szőke / Balázs Taróczy           |
| 17 de juliol   | Stuttgart                 | Terra batuda | Ulrich Pinner                          | Kim Warwick                            |
| 17 de juliol   | Stuttgart                 | Terra batuda | Tomáš Šmíd / Jan Kodeš                 | Carlos Kirmayr / Belus Prajoux         |
| 24 de juliol   | Washington DC             | Terra batuda | Jimmy Connors                          | Eddie Dibbs                            |
| 24 de juliol   | Washington DC             | Terra batuda | Arthur Ashe / Bob Hewitt               | Fred McNair / Raúl Ramírez             |
| 24 de juliol   | Hilversum                 | Terra batuda | Balázs Taróczy                         | Tom Okker                              |
| 24 de juliol   | Hilversum                 | Terra batuda | Balázs Taróczy / Tom Okker             | Bob Carmichael / Mark Edmondson        |
| 24 de juliol   | Kitzbühel                 | Terra batuda | Chris Lewis                            | Vladimír Zedník                        |
| 24 de juliol   | Kitzbühel                 | Terra batuda | Chris Lewis / Mike Fishbach            | Pavel Hutka / Pavel Složil             |
| 31 de juliol   | Louisville                | Terra batuda | Harold Solomon                         | John Alexander                         |
| 31 de juliol   | Louisville                | Terra batuda | Víctor Pecci / Wojtek Fibak            | Victor Amaya / John James              |
| 31 de juliol   | South Orange              | Terra batuda | Guillermo Vilas                        | José Luis Clerc                        |
| 31 de juliol   | South Orange              | Terra batuda | John McEnroe / Peter Fleming           | Ion Țiriac / Guillermo Vilas           |
| 31 de juliol   | North Conway              | Terra batuda | Eddie Dibbs                            | John Alexander                         |
| 31 de juliol   | North Conway              | Terra batuda | Van Winitsky / Robin Drysdale          | Mike Fishbach / Bernard Mitton         |
| 7 d'agost      | New Orleans               | Moqueta      | Roscoe Tanner                          | Victor Amaya                           |
| 7 d'agost      | New Orleans               | Moqueta      | Erik Van Dillen / Dick Stockton        | Ismail El Shafei / Brian Fairlie       |
| 7 d'agost      | Columbus                  | Terra batuda | Arthur Ashe                            | Robert Lutz                            |
| 7 d'agost      | Columbus                  | Terra batuda | Bob Giltinan / Colin Dibley            | Marcello Lara / Eliot Teltscher        |
| 7 d'agost      | Indianapolis              | Terra batuda | Jimmy Connors                          | José Higueras                          |
| 7 d'agost      | Indianapolis              | Terra batuda | Hank Pfister / Gene Mayer              | Jeff Borowiak / Chris Lewis            |
| 14 d'agost     | Toronto                   | Terra batuda | Eddie Dibbs                            | José Luis Clerc                        |
| 14 d'agost     | Toronto                   | Terra batuda | Tom Okker / Wojtek Fibak               | Heinz Günthardt / Colin Dowdeswell     |
| 14 d'agost     | Stowe                     | Dura         | Jimmy Connors                          | Tim Gullikson                          |
| 14 d'agost     | Stowe                     | Dura         | Tom Gullikson / Tim Gullikson          | Mark Edmondson / Kim Warwick           |
| 21 d'agost     | Cleveland                 | Dura         | Peter Feigl                            | Van Winitsky                           |
| 21 d'agost     | Cleveland                 | Dura         | Erik Van Dillen / Dick Stockton        | Rick Fisher / Bruce Manson             |
| 21 d'agost     | Atlanta                   | Dura         | Stan Smith                             | Eliot Teltscher                        |
| 21 d'agost     | Atlanta                   | Dura         | Butch Walts / John Alexander           | Mike Cahill / Marcello Lara            |
| 21 d'agost     | Boston                    | Terra batuda | Manuel Orantes                         | Harold Solomon                         |
| 21 d'agost     | Boston                    | Terra batuda | Balázs Taróczy / Víctor Pecci          | Heinz Günthardt / Van Winitsky         |
| 28 d'agost     | US Open                   | Dura         | Jimmy Connors                          | Björn Borg                             |
| 28 d'agost     | US Open                   | Dura         | Robert Lutz / Stan Smith               | Marty Riessen / Sherwood Stewart       |
| 28 d'agost     | US Open                   | Dura         | Betty Stöve / Frew McMillan            | Billie Jean King / Ray Ruffels         |
| 11 de setembre | Woodlands                 | Dura         | Tom Okker / Wojtek Fibak               | Marty Riessen / Sherwood Stewart       |
| 18 de setembre | Hartford                  | Moqueta      | John McEnroe                           | Johan Kriek                            |
| 18 de setembre | Hartford                  | Moqueta      | Bill Maze / John McEnroe               | Mark Edmondson / Van Winitsky          |
| 18 de setembre | Los Angeles               | Moqueta      | Arthur Ashe                            | Brian Gottfried                        |
| 18 de setembre | Los Angeles               | Moqueta      | Phil Dent / John Alexander             | Fred McNair / Raúl Ramírez             |
| 25 de setembre | Bournemouth               | Terra batuda | José Higueras                          | Paolo Bertolucci                       |
| 25 de setembre | Bournemouth               | Terra batuda | Rolf Thung / Louk Sanders              | David Carter / Rod Frawley             |
| 25 de setembre | Aix-en-Provence           | Terra batuda | Guillermo Vilas                        | José Luis Clerc                        |
| 25 de setembre | Aix-en-Provence           | Terra batuda | Guillermo Vilas / Ion Ţiriac           | Jan Kodeš / Tomáš Šmíd                 |
| 25 de setembre | Ciutat de Mèxic           | Terra batuda | Vijay Amritraj                         | Raúl Ramírez                           |
| 25 de setembre | Ciutat de Mèxic           | Terra batuda | Vijay Amritraj / Anand Amritraj        | Fred McNair / Raúl Ramírez             |
| 25 de setembre | San Francisco             | Moqueta      | John McEnroe                           | Dick Stockton                          |
| 25 de setembre | San Francisco             | Moqueta      | Peter Fleming / John McEnroe           | Robert Lutz / Stan Smith               |
| 2 d'octubre    | Maui                      | Dura         | Bill Scanlon                           | Peter Fleming                          |
| 2 d'octubre    | Maui                      | Dura         | Tom Gullikson / Tim Gullikson          | Peter Fleming / John McEnroe           |
| 9 d'octubre    | Madrid                    | Terra batuda | José Higueras                          | Tomáš Šmíd                             |
| 9 d'octubre    | Madrid                    | Terra batuda | Jan Kodeš / Wojtek Fibak               | Pavel Složil / Tomáš Šmíd              |
| 9 d'octubre    | Barcelona                 | Terra batuda | Balázs Taróczy                         | Ilie Năstase                           |
| 9 d'octubre    | Barcelona                 | Terra batuda | Hans Gildemeister / Željko Franulović  | Jean-Louis Haillet / Gilles Moretton   |
| 9 d'octubre    | Brisbane                  | Gespa        | Mark Edmondson                         | John Alexander                         |
| 9 d'octubre    | Brisbane                  | Gespa        | Phil Dent / John Alexander             | Syd Ball / Allan Stone                 |
| 16 d'octubre   | Sydney                    | Dura         | Jimmy Connors                          | Geoff Masters                          |
| 16 d'octubre   | Sydney                    | Dura         | Tony Roche / John Newcombe             | Mark Edmondson / John Marks            |
| 23 d'octubre   | Basilea                   | Dura         | Guillermo Vilas                        | John McEnroe                           |
| 23 d'octubre   | Basilea                   | Dura         | John McEnroe / Wojtek Fibak            | Bruce Manson / Andrew Pattison         |
| 23 d'octubre   | Tòquio                    | Terra batuda | Adriano Panatta                        | Pat Du Pré                             |
| 23 d'octubre   | Tòquio                    | Terra batuda | Geoff Masters / Ross Case              | Željko Franulović / Buster Mottram     |
| 23 d'octubre   | Viena                     | Dura         | Stan Smith                             | Balázs Taróczy                         |
| 23 d'octubre   | Viena                     | Dura         | Balázs Taróczy / Víctor Pecci          | Bob Hewitt / Frew McMillan             |
| 30 d'octubre   | Colònia                   | Dura         | Wojtek Fibak                           | Vijay Amritraj                         |
| 30 d'octubre   | Colònia                   | Dura         | Peter Fleming / John McEnroe           | Bob Hewitt / Frew McMillan             |
| 30 d'octubre   | Tòquio                    | Dura         | Björn Borg                             | Brian Teacher                          |
| 30 d'octubre   | Tòquio                    | Dura         | Geoff Masters / Ross Case              | Pat Du Pré / Tom Gorman                |
| 6 de novembre  | Bercy                     | Dura         | Robert Lutz                            | Tom Gullikson                          |
| 6 de novembre  | Bercy                     | Dura         | Andrew Pattison / Bruce Manson         | Ion Ţiriac / Guillermo Vilas           |
| 6 de novembre  | Estocolm                  | Dura         | John McEnroe                           | Tim Gullikson                          |
| 6 de novembre  | Estocolm                  | Dura         | Tom Okker / Wojtek Fibak               | Robert Lutz / Stan Smith               |
| 6 de novembre  | Hong Kong                 | Dura         | Eliot Teltscher                        | Pat Du Pré                             |
| 6 de novembre  | Hong Kong                 | Dura         | John Marks / Mark Edmondson            | Hank Pfister / Brad Rowe               |
| 13 de novembre | Taipei                    | Moqueta      | Brian Teacher                          | Tom Gorman                             |
| 13 de novembre | Taipei                    | Moqueta      | Butch Walts / Sherwood Stewart         | John Marks / Mark Edmondson            |
| 13 de novembre | Wembley                   | Moqueta      | John McEnroe                           | Tim Gullikson                          |
| 13 de novembre | Wembley                   | Moqueta      | Peter Fleming / John McEnroe           | Bob Hewitt / Frew McMillan             |
| 20 de novembre | Bogotà                    | Terra batuda | Víctor Pecci                           | Rolf Gehring                           |
| 20 de novembre | Bogotà                    | Terra batuda | Álvaro Fillol / Jaime Fillol           | Hans Gildemeister / Víctor Pecci       |
| 20 de novembre | Manila                    | Terra batuda | Yannick Noah                           | Peter Feigl                            |
| 20 de novembre | Manila                    | Terra batuda | Brian Teacher / Sherwood Stewart       | Ross Case / Chris Kachel               |
| 27 de novembre | Buenos Aires              | Terra batuda | José Luis Clerc                        | Víctor Pecci                           |
| 27 de novembre | Buenos Aires              | Terra batuda | Van Winitsky / Chris Lewis             | José Luis Clerc / Belus Prajoux        |
| 27 de novembre | Bolonya                   | Moqueta      | Peter Fleming                          | Adriano Panatta                        |
| 27 de novembre | Bolonya                   | Moqueta      | Peter Fleming / John McEnroe           | Jean-Louis Haillet / Antonio Zugarelli |
| 4 de desembre  | Calcuta                   | Terra batuda | Yannick Noah                           | Pascal Portes                          |
| 4 de desembre  | Calcuta                   | Terra batuda | Sherwood Stewart / Sashi Menon         | Gilles Moretton / Yannick Noah         |
| 4 de desembre  | Johannesburg              | Dura         | Tim Gullikson                          | Harold Solomon                         |
| 4 de desembre  | Johannesburg              | Dura         | Raymond Moore / Peter Fleming          | Bob Hewitt / Frew McMillan             |
| 4 de desembre  | Santiago                  | Terra batuda | José Luis Clerc                        | Víctor Pecci                           |
| 4 de desembre  | Santiago                  | Terra batuda | Víctor Pecci / Hans Gildemeister       | Jaime Fillol / Álvaro Fillol           |
| 11 de desembre | WCT Challenge Cup         | Moqueta      | Ilie Năstase                           | Peter Fleming                          |
| 18 de desembre | Sydney                    | Gespa        | Tim Wilkison                           | Kim Warwick                            |
| 18 de desembre | Sydney                    | Gespa        | Hank Pfister / Sherwood Stewart        | Syd Ball / Bob Carmichael              |
| 25 de desembre | Open d'Austràlia          | Gespa        | Guillermo Vilas                        | John Marks                             |
| 25 de desembre | Open d'Austràlia          | Gespa        | Wojciech Fibak / Kim Warwick           | Paul Kronk / Cliff Letcher             |
| 1 de gener     | Hobart                    | Gespa        | Guillermo Vilas                        | Mark Edmondson                         |
| 1 de gener     | Hobart                    | Gespa        | Bob Giltinan / Phil Dent               | Ion Țiriac / Guillermo Vilas           |
| 1 de gener     | Auckland                  | Dura         | Tim Wilkison                           | Peter Feigl                            |
| 1 de gener     | Auckland                  | Dura         | Kim Warwick / Bernard Mitton           | Andrew Jarrett / Jonathan Smith        |
| 1 de gener     | World Doubles WCT         | Dura         | John McEnroe / Peter Fleming           | Ilie Năstase / Sherwood Stewart        |
| 8 de gener     | Volvo Masters (Nova York) | Moqueta      | John McEnroe                           | Arthur Ashe                            |
| 8 de gener     | Volvo Masters (Nova York) | Moqueta      | John McEnroe / Peter Fleming           | Wojtek Fibak / Tom Okker               |

## Estadístiques
La següent taula mostra el nombre de títols aconseguits de forma individual (I), dobles (D) i dobles mixtes (X) aconseguits per cada tennista i també per països durant la temporada 1978. Els torneigs estan classificats segons la seva categoria dins el calendari Grand Prix 1978: Grand Slams, Grand Prix Masters i Grand Prix. L'ordre del jugadors s'ha establert a partir del nombre total de títols i llavors segons la categoria dels títols.

### Títols per tennista
| Total | Tennista           | Grand Slam | Grand Slam | Grand Slam | Grand Prix Masters | Grand Prix Masters | Grand Prix | Grand Prix | Resum | Resum | Resum |
| Total | Tennista           | I          | D          | X          | I                  | D                  | I          | D          | I     | D     | X     |
| ----- | ------------------ | ---------- | ---------- | ---------- | ------------------ | ------------------ | ---------- | ---------- | ----- | ----- | ----- |
| 14    | John McEnroe       |            |            |            | 1                  | 1                  | 4          | 8          | 5     | 9     | 0     |
| 11    | Wojtek Fibak       |            | 1          |            |                    |                    | 1          | 9          | 1     | 10    | 0     |
| 10    | Frew McMillan      |            | 1          | 2          |                    |                    |            | 7          | 0     | 8     | 2     |
| 10    | Jimmy Connors      | 1          |            |            |                    |                    | 9          |            | 10    | 0     | 0     |
| 10    | Guillermo Vilas    | 1          |            |            |                    |                    | 8          | 1          | 9     | 1     | 0     |
| 10    | Peter Fleming      |            |            |            |                    | 1                  | 1          | 8          | 1     | 9     | 0     |
| 9     | Björn Borg         | 2          |            |            |                    |                    | 7          |            | 9     | 0     | 0     |
| 8     | Bob Hewitt         |            | 1          |            |                    |                    |            | 7          | 0     | 8     | 0     |
| 8     | Tom Okker          |            |            |            |                    |                    |            | 8          | 0     | 8     | 0     |
| 7     | Gene Mayer         |            | 1          |            |                    |                    | 1          | 5          | 1     | 6     | 0     |
| 7     | Víctor Pecci       |            |            |            |                    |                    | 1          | 6          | 1     | 6     | 0     |
| 5     | Stan Smith         |            | 1          |            |                    |                    | 2          | 2          | 2     | 3     | 0     |
| 5     | José Higueras      |            |            |            |                    |                    | 4          | 1          | 4     | 1     | 0     |
| 5     | Brian Gottfried    |            |            |            |                    |                    | 3          | 2          | 3     | 2     | 0     |
| 5     | Raúl Ramírez       |            |            |            |                    |                    | 2          | 3          | 2     | 3     | 0     |
| 5     | Balázs Taróczy     |            |            |            |                    |                    | 2          | 3          | 2     | 3     | 0     |
| 5     | Geoff Masters      |            |            |            |                    |                    |            | 5          | 0     | 5     | 0     |
| 5     | Sherwood Stewart   |            |            |            |                    |                    |            | 5          | 0     | 5     | 0     |
| 4     | Robert Lutz        |            | 1          |            |                    |                    | 1          | 2          | 1     | 3     | 0     |
| 4     | Eddie Dibbs        |            |            |            |                    |                    | 4          |            | 4     | 0     | 0     |
| 4     | Arthur Ashe        |            |            |            |                    |                    | 3          | 1          | 3     | 1     | 0     |
| 4     | Mark Edmondson     |            |            |            |                    |                    | 1          | 3          | 1     | 3     | 0     |
| 4     | Tim Gullikson      |            |            |            |                    |                    | 1          | 3          | 1     | 3     | 0     |
| 4     | Dick Stockton      |            |            |            |                    |                    | 1          | 3          | 1     | 3     | 0     |
| 4     | John Alexander     |            |            |            |                    |                    |            | 4          | 0     | 4     | 0     |
| 4     | Phil Dent          |            |            |            |                    |                    |            | 4          | 0     | 4     | 0     |
| 4     | Tom Gullikson      |            |            |            |                    |                    |            | 4          | 0     | 4     | 0     |
| 3     | Hank Pfister       |            | 1          |            |                    |                    |            | 2          | 0     | 3     | 0     |
| 3     | José Luis Clerc    |            |            |            |                    |                    | 3          |            | 3     | 0     | 0     |
| 3     | Vitas Gerulaitis   |            |            |            |                    |                    | 3          |            | 3     | 0     | 0     |
| 3     | Roscoe Tanner      |            |            |            |                    |                    | 3          |            | 3     | 0     | 0     |
| 3     | Chris Lewis        |            |            |            |                    |                    | 1          | 2          | 1     | 2     | 0     |
| 3     | Sandy Mayer        |            |            |            |                    |                    | 1          | 2          | 1     | 2     | 0     |
| 3     | Tomáš Šmíd         |            |            |            |                    |                    | 1          | 2          | 1     | 2     | 0     |
| 3     | Sashi Menon        |            |            |            |                    |                    |            | 3          | 0     | 3     | 0     |
| 3     | Erik Van Dillen    |            |            |            |                    |                    |            | 3          | 0     | 3     | 0     |
| 3     | Van Winitsky       |            |            |            |                    |                    |            | 3          | 0     | 3     | 0     |
| 2     | Kim Warwick        |            | 1          |            |                    |                    |            | 1          | 0     | 2     | 0     |
| 2     | Ilie Năstase       |            |            |            |                    |                    | 2          |            | 2     | 0     | 0     |
| 2     | Yannick Noah       |            |            |            |                    |                    | 2          |            | 2     | 0     | 0     |
| 2     | Harold Solomon     |            |            |            |                    |                    | 2          |            | 2     | 0     | 0     |
| 2     | Tim Wilkison       |            |            |            |                    |                    | 2          |            | 2     | 0     | 0     |
| 2     | Vijay Amritraj     |            |            |            |                    |                    | 1          | 1          | 1     | 1     | 0     |
| 2     | Bernard Mitton     |            |            |            |                    |                    | 1          | 1          | 1     | 1     | 0     |
| 2     | Adriano Panatta    |            |            |            |                    |                    | 1          | 1          | 1     | 1     | 0     |
| 2     | Tony Roche         |            |            |            |                    |                    | 1          | 1          | 1     | 1     | 0     |
| 2     | Brian Teacher      |            |            |            |                    |                    | 1          | 1          | 1     | 1     | 0     |
| 2     | Ross Case          |            |            |            |                    |                    |            | 2          | 0     | 2     | 0     |
| 2     | Colin Dibley       |            |            |            |                    |                    |            | 2          | 0     | 2     | 0     |
| 2     | Colin Dowdeswell   |            |            |            |                    |                    |            | 2          | 0     | 2     | 0     |
| 2     | Álvaro Fillol      |            |            |            |                    |                    |            | 2          | 0     | 2     | 0     |
| 2     | Jaime Fillol       |            |            |            |                    |                    |            | 2          | 0     | 2     | 0     |
| 2     | Hans Gildemeister  |            |            |            |                    |                    |            | 2          | 0     | 2     | 0     |
| 2     | Bob Giltinan       |            |            |            |                    |                    |            | 2          | 0     | 2     | 0     |
| 2     | Jan Kodeš          |            |            |            |                    |                    |            | 2          | 0     | 2     | 0     |
| 2     | Fred McNair        |            |            |            |                    |                    |            | 2          | 0     | 2     | 0     |
| 2     | Raymond Moore      |            |            |            |                    |                    |            | 2          | 0     | 2     | 0     |
| 2     | Ion Țiriac         |            |            |            |                    |                    |            | 2          | 0     | 2     | 0     |
| 1     | Pavel Složil       |            |            | 1          |                    |                    |            |            | 0     | 0     | 1     |
| 1     | Cliff Drysdale     |            |            |            |                    |                    | 1          |            | 1     | 0     | 0     |
| 1     | Peter Feigl        |            |            |            |                    |                    | 1          |            | 1     | 0     | 0     |
| 1     | Heinz Günthardt    |            |            |            |                    |                    | 1          |            | 1     | 0     | 0     |
| 1     | Kjell Johansson    |            |            |            |                    |                    | 1          |            | 1     | 0     | 0     |
| 1     | Manuel Orantes     |            |            |            |                    |                    | 1          |            | 1     | 0     | 0     |
| 1     | Ulrich Pinner      |            |            |            |                    |                    | 1          |            | 1     | 0     | 0     |
| 1     | Cliff Richey       |            |            |            |                    |                    | 1          |            | 1     | 0     | 0     |
| 1     | Bill Scanlon       |            |            |            |                    |                    | 1          |            | 1     | 0     | 0     |
| 1     | Eliot Teltscher    |            |            |            |                    |                    | 1          |            | 1     | 0     | 0     |
| 1     | Vladimír Zedník    |            |            |            |                    |                    | 1          |            | 1     | 0     | 0     |
| 1     | Werner Zirngibl    |            |            |            |                    |                    | 1          |            | 1     | 0     | 0     |
| 1     | Anand Amritraj     |            |            |            |                    |                    |            | 1          | 0     | 1     | 0     |
| 1     | Corrado Barazzutti |            |            |            |                    |                    |            | 1          | 0     | 1     | 0     |
| 1     | Bob Carmichael     |            |            |            |                    |                    |            | 1          | 0     | 1     | 0     |
| 1     | Patrice Dominguez  |            |            |            |                    |                    |            | 1          | 0     | 1     | 0     |
| 1     | Robin Drysdale     |            |            |            |                    |                    |            | 1          | 0     | 1     | 0     |
| 1     | Ismail El Shafei   |            |            |            |                    |                    |            | 1          | 0     | 1     | 0     |
| 1     | Brian Fairlie      |            |            |            |                    |                    |            | 1          | 0     | 1     | 0     |
| 1     | Jürgen Fassbender  |            |            |            |                    |                    |            | 1          | 0     | 1     | 0     |
| 1     | Mike Fishbach      |            |            |            |                    |                    |            | 1          | 0     | 1     | 0     |
| 1     | Željko Franulović  |            |            |            |                    |                    |            | 1          | 0     | 1     | 0     |
| 1     | Jean-Louis Haillet |            |            |            |                    |                    |            | 1          | 0     | 1     | 0     |
| 1     | George Hardie      |            |            |            |                    |                    |            | 1          | 0     | 1     | 0     |
| 1     | François Jauffret  |            |            |            |                    |                    |            | 1          | 0     | 1     | 0     |
| 1     | Bruce Manson       |            |            |            |                    |                    |            | 1          | 0     | 1     | 0     |
| 1     | John Marks         |            |            |            |                    |                    |            | 1          | 0     | 1     | 0     |
| 1     | Bill Maze          |            |            |            |                    |                    |            | 1          | 0     | 1     | 0     |
| 1     | John Newcombe      |            |            |            |                    |                    |            | 1          | 0     | 1     | 0     |
| 1     | Andrew Pattison    |            |            |            |                    |                    |            | 1          | 0     | 1     | 0     |
| 1     | Belus Prajoux      |            |            |            |                    |                    |            | 1          | 0     | 1     | 0     |
| 1     | Louk Sanders       |            |            |            |                    |                    |            | 1          | 0     | 1     | 0     |
| 1     | Russell Simpson    |            |            |            |                    |                    |            | 1          | 0     | 1     | 0     |
| 1     | Rolf Thung         |            |            |            |                    |                    |            | 1          | 0     | 1     | 0     |
| 1     | Butch Walts        |            |            |            |                    |                    |            | 1          | 0     | 1     | 0     |
| 1     | Antonio Zugarelli  |            |            |            |                    |                    |            | 1          | 0     | 1     | 0     |

### Títols per país
| Total | País                | Grand Slam | Grand Slam | Grand Slam | Grand Prix Masters | Grand Prix Masters | Grand Prix | Grand Prix | Resum | Resum | Resum |
| Total | País                | I          | D          | X          | I                  | D                  | I          | D          | I     | D     | X     |
| ----- | ------------------- | ---------- | ---------- | ---------- | ------------------ | ------------------ | ---------- | ---------- | ----- | ----- | ----- |
| 90    | Estats Units        | 1          | 2          |            | 1                  | 1                  | 44         | 41         | 46    | 44    | 0     |
| 19    | Austràlia           |            | 1          |            |                    |                    | 2          | 16         | 2     | 17    | 0     |
| 18    | Sud-àfrica          |            | 1          | 2          |                    |                    | 2          | 13         | 2     | 14    | 2     |
| 13    | Argentina           | 1          |            |            |                    |                    | 10         | 2          | 11    | 2     | 0     |
| 11    | Polònia             |            | 1          |            |                    |                    | 1          | 9          | 1     | 10    | 0     |
| 10    | Suècia              | 2          |            |            |                    |                    | 8          |            | 10    | 0     | 0     |
| 9     | Països Baixos       |            |            |            |                    |                    |            | 9          | 0     | 9     | 0     |
| 7     | Paraguai            |            |            |            |                    |                    | 1          | 6          | 1     | 6     | 0     |
| 6     | Txecoslovàquia      |            |            | 1          |                    |                    | 2          | 3          | 2     | 3     | 1     |
| 6     | Espanya             |            |            |            |                    |                    | 5          | 1          | 5     | 1     | 0     |
| 5     | Hongria             |            |            |            |                    |                    | 2          | 3          | 2     | 3     | 0     |
| 5     | Mèxic               |            |            |            |                    |                    | 2          | 3          | 2     | 3     | 0     |
| 5     | Índia               |            |            |            |                    |                    | 1          | 4          | 1     | 4     | 0     |
| 5     | Nova Zelanda        |            |            |            |                    |                    | 1          | 4          | 1     | 4     | 0     |
| 5     | Xile                |            |            |            |                    |                    |            | 5          | 0     | 5     | 0     |
| 4     | França              |            |            |            |                    |                    | 2          | 2          | 2     | 2     | 0     |
| 4     | Romania             |            |            |            |                    |                    | 2          | 2          | 2     | 2     | 0     |
| 3     | Alemanya Occidental |            |            |            |                    |                    | 2          | 1          | 2     | 1     | 0     |
| 3     | Itàlia              |            |            |            |                    |                    | 1          | 2          | 1     | 2     | 0     |
| 3     | Suïssa              |            |            |            |                    |                    | 1          | 2          | 1     | 2     | 0     |
| 1     | Àustria             |            |            |            |                    |                    | 1          |            | 1     | 0     | 0     |
| 1     | Egipte              |            |            |            |                    |                    |            | 1          | 0     | 1     | 0     |
| 1     | Iugoslàvia          |            |            |            |                    |                    |            | 1          | 0     | 1     | 0     |
| 1     | Regne Unit          |            |            |            |                    |                    |            | 1          | 0     | 1     | 0     |

## Rànquings

### Individual
| Rànquing individual ATP 1978 | Rànquing individual ATP 1978 | Rànquing individual ATP 1978 | Rànquing individual ATP 1978 | Rànquing individual ATP 1978 | Rànquing individual ATP 1978 |
| Pos.                         | Tennista                     | Punts                        | Torneigs                     | Ant.                         | Mov.                         |
| ---------------------------- | ---------------------------- | ---------------------------- | ---------------------------- | ---------------------------- | ---------------------------- |
| 1                            | Jimmy Connors                |                              |                              | 1                            | =                            |
| 2                            | Björn Borg                   |                              |                              | 3                            | 1                            |
| 3                            | Guillermo Vilas              |                              |                              | 2                            | 1                            |
| 4                            | John McEnroe                 |                              |                              | 21                           | 17                           |
| 5                            | Vitas Gerulaitis             |                              |                              | 4                            | 1                            |
| 6                            | Eddie Dibbs                  |                              |                              | 6                            | =                            |
| 7                            | Brian Gottfried              |                              |                              | 5                            | 2                            |
| 8                            | Raúl Ramírez                 |                              |                              | 8                            | =                            |
| 9                            | Harold Solomon               |                              |                              | 14                           | 15                           |
| 10                           | Corrado Barazzutti           |                              |                              | 11                           | 1                            |
| 11                           | Roscoe Tanner                |                              |                              | 15                           | 4                            |
| 12                           | Manuel Orantes               |                              |                              | 7                            | 5                            |
| 13                           | Arthur Ashe                  |                              |                              | 130                          | 117                          |
| 14                           | José Higueras                |                              |                              | 30                           | 16                           |
| 15                           | José Luis Clerc              |                              |                              | 278                          | 263                          |
| 16                           | Ilie Năstase                 |                              |                              | 9                            | 7                            |
| 17                           | Sandy Mayer                  |                              |                              | 16                           | 1                            |
| 18                           | Tim Gullikson                |                              |                              | 60                           | 42                           |
| 19                           | Dick Stockton                |                              |                              | 10                           | 9                            |
| 20                           | Balázs Taróczy               |                              |                              | 32                           | 12                           |